# 世界情勢 (2ちゃんねる・5ちゃんねるカテゴリ)
世界情勢（せかいじょうせい）は、匿名掲示板2ちゃんねる（2ちゃんねる (2ch.net)、2ちゃんねる (2ch.sc)、5ちゃんねる）のカテゴリの1つである。世界情勢に関する話題の板をまとめている。

## 歴史
- 1999年8月17日 - 国際情勢板新設
- 2001年9月11日 - アメリカ同時多発テロのために米国テロ（ニュース速報5）板新設
- 2002年2月10日 - 米国テロ板からイスラム情勢板に板名変更
- 2003年3月18日 - イラク戦争のためにイラク情勢板新設
- 2003年3月20日 - イラク戦争のためにイラク・中東・イスラム情勢+板新設
- 2003年4月25日 - 朝鮮半島情勢+板新設
- 2003年6月21日 - 朝鮮半島情勢+板から東アジアニュース速報+板に板名変更
- 2005年10月1日 - イラク・中東・イスラム情勢+板からニュース速報国際面+板に板名変更
- 2008年5月7日 - dejima板新設
- 2008年8月31日 - 戦争・国防板新設
- 2008年12月3日 - アフリカ情勢板・欧州・CIS情勢板新設

## 掲示板
11個の板からなる。（2023年5月現在）

### 国際情勢板
国際情勢板は国際情勢全般を扱う板。国際情勢の評論家・ジャーナリストのスレッドやユダヤ陰謀論に関するスレッドなどが立てられている。

### 戦争・国防板
戦争・国防板は戦争や国防を扱う板。

### 東アジアnews+板
東アジアnews+板は中国北朝鮮韓国など東アジアのニュースを扱う板。ニュース速報+系のうちの一つであり、以前はニュースカテゴリにあった。キャップを持つ記者（"★"が投稿者名の尾に付いている）だけがスレッドを作成できる権限を持つ（詳細はキャップを参照）。正式名称東アジアニュース速報+板。略称は東亜+（とうあプラス）。
板住民らが特定アジアと称する大韓民国（韓国）・中華人民共和国（中国）・朝鮮民主主義人民共和国（北朝鮮）の3国を始め、東アジア地域に関わるニュースを取り扱う（ニュース速報+板では、前記3国に関するニュースは主要な物に限る役割分担ができている）。ニュースは主に東アジア諸国の事柄が報じられ、ジャンルは最近の事件に限らず政治・経済・歴史・文化・芸能・国際と多岐にわたる。そのほか中華民国（台湾）、ロシア、東南アジア諸国に関するニュースも稀に扱われる。
板設立前はこれらのニュースはニュース速報+板で扱われていたが、北朝鮮の拉致問題や朝鮮総連の関与が次第に明確となり、件数が増え、スレッド内の会話も荒れることも多かったため、専門の板が設立されたようである。
また、韓国、北朝鮮の反日行動、言動に対する、日本側の反韓・反北朝鮮、あるいは人種差別言動の拠点となっており、名無しも韓国と中国を表す「ニダー」と「シナー」の間に、日本人を表す「ショボーン」を挟むことで、「中韓に虐げられる日本人」という世界観を表現している。その他の特徴として固定ハンドルの数の多さが挙げられ、2006年9月10日時点で239名の固定ハンドル使用者が確認されている。

#### 歴史
- 2003年4月25日 - 新設（v-vサーバ）
- 2003年6月21日 - 移転（news2サーバ）
- 2004年3月3日 - 移転（news10サーバ）
- 2004年5月19日 - 移転（news17サーバ）
- 2005年1月11日 - 移転（news18サーバ）
- 2005年3月24日 - 支局長制度の実施に伴い、初代支局長に■ φφφ ★が就任する。
- 2005年12月2日 - 第二代支局長に汲み取り式φφφ ★が任命される。
- 2006年4月13日 - 第三代支局長に白菊φφφ ★が立候補し、就任する。
- 2006年12月29日 - 移転（news21サーバ）
- 2007年12月5日 - 移転（news24サーバ）
- 2008年1月12日 - 白菊座φφφ ★（元：白菊φφφ ★）が編集長によって支局長を解任される。
- 2008年9月6日 - 移転（gimpoサーバ）
- 2009年3月17日 - 移転（takeshimaサーバ）
- 2009年8月5日 - 移転（yutori7サーバ）
- 2010年6月14日 - 移転（live28サーバ）
- 2010年6月17日 - 移転（hayabusaサーバ）
- 2010年6月18日 - 移転（live28サーバ）
- 2010年6月25日 - 移転（kamomeサーバ）
- 2010年8月18日 - 第四代支局長にロップイヤーφφφ ★が任命される。

初期の名称は朝鮮半島情勢+板であったが、2003年後半に現在の名称に改名された。

### ニュース極東板
極東を中心としたアジアのニュースを扱う板。正式名称は「極東アジアニュース＠2ch掲示板」である。
2001年ごろ、当時のニュース速報板は極東関連のスレが多く乱立し、一部住民からは煙たがられていた。そこで、管理人の西村博之が、ニュース速報板から分離する形で、ニュース極東板を作成した。

### アジア速報+板
アジア速報+板はアジアのニュースを扱う記者制の板。

### イスラム情勢板
イスラム情勢板は中東などイスラム諸国の情勢について扱う板。以前はニュースカテゴリにあった。『タリ板 since2001.9.11』の愛称も持つ。
2001年9月11日のアメリカ同時多発テロとそれに伴う報復攻撃、アラブ地方の動向などを所管する板として設置された。テロがおさまったあとはイラク戦争やパレスチナ問題を話題にしたスレが目立った。
当初は流れが速く、news系のサーバーに置かれていた時代もあるがイラク戦争が収まってきたあたりから住人が目減りし、一度たったスレの持続日数も長い板となった。

### イラク情勢板
イラク情勢板はイラクの情勢について扱う板。イラク戦争の時は書き込みが多かったが、終戦後は減少し、アクセス規制の対象外となるsports2鯖のためレス代行スレが立つようになっている。

### アフリカ情勢板
アフリカ情勢板はアフリカの情勢について扱う板。スレ数が20程度の板である。

### 欧州・CIS情勢板
欧州・CIS情勢板はヨーロッパ・CISの情勢について扱う板。スレ数が20程度の板である。

### ニュース国際+板
ニュース国際+板は東アジア以外の国際ニュースを扱う板、記者制。以前はニュースカテゴリにあった。

### dejima板
dejima板（でじまいた）はアクセス規制中でも書き込める板の一つで、半角英数字しか書き込むことができない。そのためか、曜日表示がほぼ全て英語になる。（例：（水）→(Wed)）
板の名前は、江戸幕府が作った長崎の出島から取られたものと思われる。